# Thiers-sur-Thève
Thiers-sur-Thève is een gemeente in Frankrijk. Het ligt op 37 km ten noordnoordoosten van het centrum van Parijs.
Het dorp ligt in open terrein, maar daarbuiten ligt er in de omgeving veel bos. De gemeente ligt in het parc naturel régional Oise-Pays de France.
De autosnelweg A1 komt door Thiers-sur-Thève. De E15 en E19 lopen hier over de A1.

## Kaart
De onderstaande kaart toont de ligging van Thiers-sur-Thève met de belangrijkste infrastructuur en aangrenzende gemeenten.

## Demografie
Onderstaande figuur toont het verloop van het inwonertal, bron: INSEE-tellingen. 

## Websites
- (fr)  Statistische informatie op de website van INSEE

1. ↑  Populations de référence 2022.